# Fiera del riso
La Fiera del riso di Isola della Scala, in provincia di Verona, è la più visitata manifestazione nazionale legata ad un unico prodotto agricolo.

## Storia
Nasce ufficialmente nel 1967 continuando la tradizione delle feste che si tenevano nelle campagne alla fine del periodo di raccolta del riso.
Partita con un piccolo stand per un fine settimana al centro del paese in cui veniva servito risotto e vino, è cresciuta negli anni fino a diventare una manifestazione sviluppata attorno al Riso Nano Vialone Veronese I.G.P. (primo riso in Europa ad aver ottenuto l’Indicazione Geografica Protetta) e alla ricetta del risotto “all'isolana", riconosciuta anche con un atto ufficiale del sindaco del paese nel 1985.
La fiera ha visto aumentare la durata della manifestazione fino ad oltre 3 settimane a cavallo tra settembre ed ottobre. L'edizione del 2010 ha contato 500.000 visitatori, circa 400.000 risotti serviti e 150 espositori provenienti da tutt'Italia.